# Atem
Atem es el cuarto álbum de estudio del grupo alemán de música electrónica Tangerine Dream. Publicado en 1973 es el último de los álbumes editados por el grupo en el sello Ohr y se le considera el final de su primera etapa estilística denominada «Pink Years». Con un estilo musical experimental y atmosférico fue el primer álbum en suscitar interés en Reino Unido lo que impulsó su posterior contratación por el sello británico Virgin Records.
Jim Brenholts, en su reseña para AllMusic, lo califica como un álbum "más melódico y menos disonante que otros trabajos tempranos de Tangerine Dream. La formación de Edgar Froese, Christopher Franke y Peter Baumann le da un buen toque al viejo sonido del rock progresivo.(...) Si bien todavía era común ver a Tangerine Dream categorizado como rock progresivo y art rock este álbum es pura música espacial. Va más allá de los límites del rock & roll."

## Producción
Grabado en los estudios Dierks de Colonia (Alemania) Atem presenta la misma alineación que su anterior álbum, Zeit, sin la inclusión de músicos colaboradores. De estilo más accesible su música está marcada por la mezcla de pasajes con ambientes atmosféricos hasta otros de más fuerte percusión y de carácter experimental con amplio uso del mellotrón. Incluye cuatro canciones en la que la homónima es una larga composición de más de 20 minutos y los otros tres temas «Fauni Gena»,«Circulation Of Events» y «Wahn» ocupaban la cara B del disco de vinilo original. Se le considera un álbum arquetipo de la denominada "música cósmica" y se registró empleando sonido cuadrafónico.

"Atem fue el comienzo de una aventura. Durante los siguientes años estuvimos constantemente mejorando y experimentando y, aunque no fue perfecto, no siempre hicimos una gran música, fue un período que me trajo experiencias más ricas que cualquier otra."
Edgar Froese (Melody Maker, 1994) 

La composición de la portada del disco se basó en la foto de un bebé, Jerome Froese, hijo del fundador del grupo Edgar Froese quien fuera posterior integrante durante las décadas de los años 90 y 2000. 
El apoyo y la promoción del álbum por el DJ inglés John Peel en sus programas de BBC Radio 1, que lo consideró álbum del año en 1973, abrió el éxito de la banda en el mercado inglés. Se trata también del primer caso en la trayectoria de Tangerine Dream en que obtienen un cierto éxito popular aunque no lograran entrar en las listas de ventas británicas.

"En una tarde soleada de agosto de 1973 Richard Branson y Edgar Froese se sentaron en unas pequeñas escaleras de madera en el pasillo de la tienda Virgin Records en Nottinghill Gate (Londres). Ambos negociaban el primer contrato de Tangerine Dream en Inglaterra. Branson tenía una pequeña oficina encima de la tienda. Cuando acordaron los puntos principales Branson sacó un casete de demostración que había recibido de un tal Mike Oldfield. Escucharon la versión pre-prehistórica de Tubular Bells y el resto es historia."
Tangerine Dream International Fan Club (número 13, marzo de 1991) 

Ha sido reeditado en diferentes formatos con posterioridad: su primera edición en disco compacto tuvo lugar en 1987. En 1996 vería la luz una nueva edición, remasterizada a partir de los másteres originales, y con posterioridad nuevas ediciones en 2001, en 2004, en 2011 y en 2012.

## Lista de temas
| N.º   | Título                  | Escritor(es)                                  | Duración |  |
| 1.    | «Atem»                  | Edgar Froese Peter Baumann Christopher Franke | 20:27    |  |
| 2.    | «Fauni Gena»            | Edgar Froese Peter Baumann Christopher Franke | 10:47    |  |
| 3.    | «Circulation Of Events» | Edgar Froese Peter Baumann Christopher Franke | 5:52     |  |
| 4.    | «Wahn»                  | Edgar Froese Peter Baumann Christopher Franke | 4:29     |  |
| 41:28 |                         |                                               |          |  |

## Personal
- Edgar Froese - melotrón, órgano, guitarra, voz, diseño gráfico y pintura y producción
- Christopher Franke - órgano, sintetizador VCS3, batería, percusión, voz y producción
- Peter Baumann - órgano, piano, sintetizador VCS3 y producción
- Rolf-Ulrich Kaiser - producción y supervisión de grabación
- Dieter Dierks - ingeniero de grabación
- Marcel Fugere - fotografía
- Monique Froese - fotografía